# Ada den Haan
Adelaïde Henriette „Ada“ den Haan (* 14. Mai 1941 in Eindhoven; † 17. März 2023 in Uden), verheiratete Ada Swinkels, war eine niederländische Schwimmerin. In den 1950er Jahren war sie eine der besten Schwimmerinnen ihres Landes.
Den Haan trainierte bei den Vereinen Het Gooi Naarden und PSV Eindhoven. Im November 1956 verbesserte sie im Alter von 15 Jahren den fünfeinhalb Jahre alten Weltrekord der Ungarin Éva Novák über 200 m Brust um über zwei Sekunden und galt mit dieser Leistung als Topfavoritin für die Olympischen Sommerspiele 1956 in Melbourne. Der Boykott der Niederlande wegen der gewaltsamen Niederschlagung des ungarischen Volksaufstands durch die Rote Armee machte diese Hoffnungen jedoch zunichte.
Bei den folgenden Europameisterschaften 1958 in Budapest holte sie die Titel über 200 m Brust und mit der 4 × 100-m-Lagenstaffel. Zwei Jahre später musste sie sich bei den Olympischen Spielen 1960 in Rom mit zwei vierten Plätzen über 200 m Brust und mit der 4 × 100-m-Lagenstaffel zufriedengeben.
Nach Beendigung ihrer Karriere heiratete sie den Schwimmtrainer Martien Swinkels.